# Вашкеба Василь Васильович
Василь Васильович Вашкеба (нар. 25 серпня 1997, с. Тросник, Закарпатська область, Україна) — український футболіст, півзахисник.

## Життєпис

### Ранні роки
Народився в селі Тросник Закарпатської області. Футболом розпочав займатися в виноградівському ДЮСШ, а потім перебрався до «Мункача». З 2012 по 2014 рік виступав у ДЮФЛУ за «Іллічівець». З 2014 по 2015 рік виступав за «моряків»в юнацькому чемпіонаті України.

### «Севлюш»
З 2015 по 2019 рік захищав кольори «Севлюша» в чемпіонаті Закарпатської області та аматорському чемпіонаті України.

### Вояж до Угорщини та Словаччини
Наприкінці січня 2019 року підписав контракт з угорським «Дьєром». На професіональному рівні дебютував 6 лютого 2019 року в програному (2:3) виїзному поєдинку 22-го туру другого дивізіону чемпіонату Угорщини проти «Залаегерсега». Василь вийшов на поле та відіграв увесь матч. Дебютним голом у дорослому футболі відзначився 2 лютого 2020 року на 39-й хвилині переможного (2:0) виїзного поєдинку 22-го туру другого дивізіону чемпіонату Угорщини проти «Тишакечка». Вашкеба вийшов на поле в стартовому складі та відіграв увесь матч. Загалом у чемпіонаті Угорщини зіграв 54 матчі (3 голи).
Наприкінці січня 2022 року вільним агентом переїхав до сусідньої Словаччини, де став гравцем «Комарно». За нову команду дебютував 26 лютого 2022 року в нічийному (0:0) домашньому поєдинку Другої ліги Словаччини проти «Партизана» (Бардейов). Василь вийшов на поле в стартовому складі, а на 65-й хвилині його замінив Петер Варга. За перші півроку у складі «Комарно» зіграв 4 матчі в Другій лізі Словаччини та 1 поєдинок у національному кубку. З липня 2022 по кінець серпня 2023 року перебував без клубу.

### Повернення в «Севлюш»
25 серпня 2023 року повернувся до «Севлюша», який виступав у чемпіонаті Закарпатської області.

### «Минай»
11 січня 2024 року приєднався до «Минаю» на зимових зборах, але через травму не зіграв за клуб у жодному з чотирьох товариських матчах. Тим не менше 7 лютого 2024 року уклав договір з закарпатським клубом. У футболці клубу з однойменного села дебютував 23 березня 2024 року в переможному (2:1) виїзному поєдинку 17-го туру Прем'єр-ліги України проти черкаського ЛНЗ. Василь вийшов на поле на 76-й хвилині замість Тимура Корабліна. Цей поєдинок виявився для півзахисника єдиним у футболці «Минаю». На початку червня 2024 року вільним агентом залишив команду